# ترلان پروانه
تَرْلان پروانه (زادۀ ۱۸ تیر ۱۳۷۷) بازیگر اهل ایران است. او در جشنواره بین‌المللی فیلم‌های کودکان و نوجوانان به‌خاطر بازی در فیلم آهوی پیشونی سفید (۱۳۹۱) برنده پروانه زرین بهترین بازیگر دختر شد.

## فیلم‌شناسی

### سینما
| سال  | نام فیلم                                 | کارگردان          |
| ---- | ---------------------------------------- | ----------------- |
| ١۴٠۳ | موسی کلیم‌الله                            | ابراهیم حاتمی‌کیا  |
| ١۴٠٠ | علف‌زار                                   | کاظم دانشی        |
| ۱٣٩٨ | گربه سیاه                                | کریم امینی        |
| ۱٣٩٨ | رویای سهراب                              | علی قوی تن        |
| ۱٣٩٨ | تا ابد                                   | امید امین نگارشی  |
| ۱٣٩٧ | مصائب شیرین ۲                            | علیرضا داوودنژاد  |
| ۱٣٩٧ | آهوی پیشونی سفید ٣                       | سید جواد هاشمی    |
| ۱٣٩۶ | پری‌سا                                    | محمدرضا رحمانی    |
| ۱٣٩۶ | آهوی پیشونی سفید ٢                       | سید جواد هاشمی    |
| ۱٣٩۶ | داستان سیاوش                             | امیر اسکندری      |
| ۱٣٩۶ | جاده قدیم                                | منیژه حکمت        |
| ۱۳۹۵ | گشت ارشاد ٢                              | سعید سهیلی        |
| ۱۳۹۴ | فراری                                    | علیرضا داوودنژاد  |
| ۱۳۹٣ | شیفت شب                                  | نیکی کریمی        |
| ۱٣٩٢ | مردن به وقت شهریور                       | هاتف علیمردانی    |
| ۱٣٩٢ | آخرین روز سال                            | بهروز شعیبی       |
| ۱٣٩١ | زندگی مشترک آقای محمودی و بانو           | روح‌الله حجازی     |
| ۱٣٩١ | به خاطر پونه                             | هاتف علیمردانی    |
| ۱٣٩٠ | بی‌خداحافظی                               | احمد امینی        |
| ۱٣٩٠ | آهوی پیشونی سفید ١                       | سید جواد هاشمی    |
| ۱۳٨٩ | انسان‌ها                                  | محسن توکلی        |
| ۱۳٨٨ | [[(حسین قاسمی جامی) (۱۳۸۹)\|خروس بی‌محل]] | حسین قاسمی جامی   |
| ١٣٨٧ | خاطرات فردا                              | حمیدرضا حافظی     |
| ١٣٨۶ | چهار بهار                                | محمدرضا اعلامی    |
| ۱٣٨۵ | نصف مال من نصف مال تو                    | وحید نیکخواه آزاد |
| ۱٣٨۵ | پاپیتال                                  | اردشیر شلیله      |
| ۱٣٨۵ | عاشق                                     | افشین شرکت        |
| ۱٣٨۴ | زن بدلی                                  | مهرداد میرفلاح    |
| ۱٣٨۴ | باغ آلوچه                                | بهروز شعیبی       |
| ۱٣٨۴ | مادر صدامو میشنوی                        | کامبیز کاشفی      |
| ۱٣٨۴ | بالا بلند                                | جلال فاطمی        |
| ۱٣٨۴ | چپ دست                                   | آرش معیریان       |
| ١٣٨٣ | رویای آخر                                | مهرداد خوشبخت     |

### تلویزیون
| سال       | نام                                | کارگردان          |
| --------- | ---------------------------------- | ----------------- |
| ۱۳۹٧      | کوبار                              | فریدون حسن‌پور     |
| ۱۳۹۶–۱۳۸۷ | سرزمین مادری                       | کمال تبریزی       |
| ۱۳۹۵      | چرخ فلک                            | عزیزالله حمیدنژاد |
| ۱۳۹٣      | گذر از رنج‌ها                       | فریدون حسن‌پور     |
| ۱۳۹٠      | تا ثریا                            | سیروس مقدم        |
| ۱٣٨٩      | ارمغان تاریکی                      | جلیل سامان        |
| ۱٣٨٩      | ملکوت                              | محمدرضا آهنج      |
| ١٣٨٨      | خسته دلان                          | سیروس الوند       |
| ۱٣٨۶      | قاب‌های خالی                        | مرتضی احمدی هرندی |
| ۱٣٨۵      | زیر تیغ                            | محمدرضا هنرمند    |
| ۱٣٨۵      | مسافری از گرونگول                  | مرتضی متولی       |
| ۱٣٨۴      | شبی از شب‌ها                        | رضا کریمی         |
| ۱٣٨۴      | جایزه بزرگ                         | مهران مدیری       |
| ۱٣٨۴      | پیله‌های پرواز                      | حسین سهیلی زاده   |
| ۱٣٨٣      | خوش غیرت                           | علی شاه حاتمی     |
| ۱٣٨٣      | ١٠١ راه برای ذله کردن پدر و مادرها‏ | حجت قاسم زاده اصل |
| ١٣٨٢      | بچه های خیابان                     | همایون اسعدیان    |

### نمایش خانگی
| سال  | نام سریال     | کارگردان        |
| ---- | ------------- | --------------- |
| ۱۴۰۳ | بامداد خمار   | نرگس آبیار      |
| ۱۴۰۳ | گردن زنی      | سامان سالور     |
| ۱۴۰۳ | غربت          | امیر پورکیان    |
| ۱۴۰۲ | سووشون        | نرگس آبیار      |
| ١۴٠٠ | آهوی من مارال | مهرداد غفارزاده |
| ١٣٩٩ | سیاوش         | سروش محمدزاده   |
| ۱٣٩٧ | رقص روی شیشه  | مهدی گلستانه    |
| ۱۳۹١ | نفوذ          | آرش تیمورنژاد   |

### تئاتر
| سال  | نام نمایش                     | کارگردان     |
| ---- | ----------------------------- | ------------ |
| ۱۴۰۲ | آتی ساز                       | سعید دشتی    |
| ۱٣٩٨ | امشب اینجا                    | مژگان خالقی  |
| ۱٣٩٨ | حکم                           | مسعود ترابی  |
| ۱۳۹٧ | هفتمین جان سگ                 | مهدی کوشکی   |
| ۱۳۹۵ | مکاشفه در باب یک مهمانی خاموش | بهنام زینعلی |

### برنامه‌ها
- پدرخوانده
- شب‌های مافیا
- ام شو
- رالی ایرانی ٢
- خندوانه

## جوایز و تقدیرها
- برگزیده همایش «نقش نوجوانان در پیشبرد اهداف انقلاب اسلامی»
- دریافت پروانه زرین از بیست و پنجمین جشنواره فیلم کودک و نوجوان اصفهان. (در سال ۱۳۹۰)[۷] -